# Arthur Francis Fox
Arthur Francis Fox (ur. 27 sierpnia 1904 w Melbourne, zm. 16 lutego 1997) – australijski duchowny rzymskokatolicki. W latach 1957–1967 pierwszy w historii biskup pomocniczy Melbourne, następnie od 1968 do 1981 biskup diecezjalny Sale.

## Życiorys
Święcenia prezbiteratu przyjął 13 lipca 1930 w archidiecezji Melbourne, udzielił ich mu arcybiskup metropolita Melbourne Daniel Mannix. 11 października 1956 papież Pius XII ustanowił go pierwszym w dziejach archidiecezji biskupem pomocniczym, otrzymał także stolicę tytularną Rhinocorura. Sakry udzielił mu 20 stycznia 1957 arcybiskup koadiutor Melbourne Justin Simonds, któremu towarzyszyli biskup Ballarat James Patrick O’Collins oraz biskup Sandhurst Bernard Denis Stewart. Był uczestnikiem pierwszej i trzeciej sesji soboru watykańskiego II. 29 listopada 1967 Paweł VI przeniósł go na urząd biskupa ordynariusza Sale, jego ingres do tamtejszej katedry odbył się 31 stycznia 1968. 25 listopada 1981 zrezygnował z uwagi za zaawansowany wiek i przyjął status biskupa seniora. Zmarł w lutym 1997, przeżywszy 92 lata.